# カゾ県
カゾ県（カゾけん、英語: Kazo District）はウガンダの県である。県都はカゾ。2019年7月1日にキルフラ県を分割して設置された。

## 隣接する県
- カムウェンゲ県
- キェゲグワ県
- センバブレ県
- キルフラ県
- イバンダ県

## 下位行政区画
7つのサブカウンティに細分される。
ブレンバ、ブルンガ、エンガリ、カノニ、カゾ、ヌクング、ルウェミコマ